# Labidocera mirabilis
Labidocera mirabilis är en kräftdjursart som beskrevs av Fleminger 1957. Labidocera mirabilis ingår i släktet Labidocera och familjen Pontellidae. Inga underarter finns listade i Catalogue of Life.